# Odins stad
Odins stad is een Friese sage, die verscheen in Friesche sagen van Theun de Vries.

## Het verhaal
De Friese koning Redbald belegert de bisschopsstad Wiltenburg, die onder heerschappij der Franken valt. De Franken willen de heidenen in het noorden bereiken en de koning, die leeft bij Thonar en Balder, wil de opmars stuiten. De poorten breken en de krijgslieden vieren hun zege, de koning spreekt een gelofte uit. Hij zal voor Odin een stad bouwen die beter is dan Wiltenburg ooit was. In de winter is Wiltenburg verlaten en de sieraden van de vrouwen zijn naar de tempels van de Walhalla-goden gebracht, maar de stad voor Odin is nog niet gebouwd. In de lente laat Redbald de priesters van Odin komen en laat hen door de runen beslissen waar de stad moet komen. Het lot wordt geworpen en het onbewoonde moerasland van Midden-Friesland wordt gekozen. Er zijn veel biezen en wilgen en de bouwmeesters gaan aan het werk. Gravers proberen het water te dempen en snijden de biezen weg, en beginnen fundamenten aan te leggen in het veen. 
Een oude man, een jager en nettenvlechter, ziet zijn viswater verdwijnen en de vogels verjaagd worden. De man bespot de werklui. Eerst letten ze niet op hem, maar op een dag gooit een man een steen naar de oude man. De oude man ontsteekt in woede en roept dat de stad niet langer zal bestaan dan de eendracht van het geslacht van de koning. Redbald hoort hiervan en biedt de oude man een nieuw jachtveld en geld of een plaats als jager aan zijn hof als de man de vloek zal terugnemen. De man herhaalt zijn vloek en de koning laat hem geselen, waarna de jager zich niet meer laat zien bij de bouw van de stad. In de zomer en de herfst wordt hard gewerkt, er komen woningen, tempels en bruggen over water. In de winter is de stad klaar, maar de priesters wijzen Redbald erop dat er nog geen bewoners zijn. In het voorjaar worden de mensen zonder woning en bedrijf naar Wartna, de naam van de nieuwe stad, gebracht en de besten mogen blijven. In de havens is het druk en kooplieden brengen geweven laken en gesponnen lijnwaad naar de havens van Angelen en Balten. Koren en ijzer komt terug en die brengt men tot aan het Frankenland. Er wordt een priester van Avader aangesteld, en alle Noordse landen horen over de grootsheid van de stad. 
Redbald heeft zijn zetel in Medemblik en wordt opgevolgd door Aldgilles. Daarna komt nog een Redbald, Condebald en nog een Adgillis, gevolgd door Gerbrand. Wartna bloeit en niemand denkt aan haar ondergang. De Franken krijgen de overhand in Friesland, de laatste heidenkoning wordt afgezet en de bevolking wordt gedwongen het kruis te vereren. De Redbaldfamilie vlucht naar Wartna en vindt daar een toevluchtsoord. Ze weigeren de kerstening, de bewoners van de stad zijn hen echter al voor gegaan en ze verliezen hun macht. De familie moet een ambacht kiezen om te overleven, maar de stad bloeit nog steeds en de eendracht is een voorbeeld in het land. Aan het eind van de twaalfde eeuw is de smid Redbald deken van het gilde en woont met zijn vrouw en tweelingzonen in Wartna. Varend met één kind over de Middelzee belandt hij in een storm en de moeder blijft alleen achter met de andere zoon, Wybo genaamd. 
Wybo is onverschillig en erg sterk, op zijn tiende kan hij een ijzerstaaf krombuigen. Op zijn zestiende slaat hij een vreemdeling dood en zijn moeder smeekt hem beter te gaan leven. Wybo is berouwvol en als hij zijn straf heeft uitgezeten in de stadstoren leert hij een ambacht. Wybo wordt smid en op zijn achttiende gezel. Op zijn eenentwintigste maakt hij een ploegschaar en wordt daarmee meester in het gilde. Wybo heeft geen religie en spot zowel met Onze Lieve Heer, de Heiligen en de Moedermaagd, als met de goden van het Walhalla. De vrome misbezoekers van de stad weten niet meer dat zij in een stad wonen die gewijd is aan Odin. Op een dag komen twee monniken bij de smidse. Hun schaduw valt over het aambeeld en Wybo slaat een monnik neer, de ander vlucht. Hij heeft opnieuw een moord gepleegd en de moeder herkent in de monnik haar andere zoon. De andere monnik komt terug met een menigte en ze horen dat Wybo zijn tweelingbroer heeft vermoord. Dit is het einde van de eendracht van het geslacht Redbald, het teken van de ondergang van de stad. Kort erna steekt een storm op en de muren en bruggen storten in, de stad wordt met watergeweld vernietigd. Slechts enkele huizen blijven staan en de geest van de Smid doolt nog door de rietvelden.

## Achtergronden
- Wybo of Wibo de Smid komt vaker voor in sagen[1][2]. Hij kan geen rust vinden na de broedermoord en zorgt, volgens de verhalen, 's nachts voor vele slachtoffers.
- Het lot werpen is een manier van voorspelling, zie ook mantike.
- Avader of Alfadir (alvader) is een kenning van Odin.